# Schlacht bei Arcis-sur-Aube
Frühjahrsfeldzug 1813
Lüneburg – Möckern – Halle – Großgörschen – Gersdorf – Bautzen – Reichenbach – Nettelnburg – Haynau – Halberstadt – Luckau
Herbstfeldzug 1813

Großbeeren – Katzbach – Dresden – Hagelberg – Kulm – Dennewitz – Göhrde – Altenburg – Wittenberg – Wartenburg – Liebertwolkwitz – Leipzig – Torgau – Hanau – Hochheim – Danzig
Winterfeldzug 1814

Épinal – Colombey – Brienne – La Rothière – Champaubert – Montmirail – Château-Thierry – Vauchamps – Mormant – Montereau – Bar-sur-Aube – Soissons – Craonne – Laon – Reims – Arcis-sur-Aube – Fère-Champenoise – Saint-Dizier – Claye –  Paris
Sommerfeldzug von 1815

Quatre-Bras – Ligny – Waterloo – Wavre – Paris
Die Schlacht bei Arcis-sur-Aube war eine Schlacht der Befreiungskriege und ereignete sich am 20. und 21. März 1814. Zu diesem Zeitpunkt war Napoleons Lage praktisch aussichtslos, denn er führte einen Mehrfrontenkrieg gegen Russland, Preußen, Großbritannien und Österreich. Bei Arcis-sur-Aube in der Champagne prallte die französische Armee mit 28.000 Mann auf die zahlenmäßig überlegene Böhmische Armee unter Feldmarschall Schwarzenberg mit 80.000 Mann.

## Vorgeschichte
Nach dem Sechs-Tage-Feldzug vom 10. bis 14. Februar 1814, in dem Napoleon der Schlesischen Armee unter Blücher mit weit unterlegenen Kräften vier Niederlagen in einer Folge beigebracht hatte (Champaubert–Montmirail–Château-Thierry–Vauchamps), zog sich jener nach dem 1. März 1814 nach Norden bis hinter Reims zurück, um sich dort bei Laon am 4. und 5. März mit den Korps unter Bülow und Wintzingerode zu vereinen, die durch Belgien herangezogen waren. In Laon wurde die Schlesische Armee am 9. und 10. März von Napoleon angegriffen, der ihr mit ausgewählten Truppen gefolgt war. Napoleon konnte jedoch keinen entscheidenden Erfolg erringen und wurde zurückgeschlagen. Er ließ daraufhin das Korps Marmont und die Junge Garde unter Mortier als Deckung zurück und zog wieder nach Süden. Seine Absicht war es, Schwarzenbergs Böhmische Armee in ihren einzelnen Truppenteilen anzugreifen und zu schlagen, wie dies im Februar mit der Schlesischen Armee so erfolgreich gelungen war.

### Die Bewegungen der französischen Truppen
Nach der Rückeroberung von Reims am 13. März 1814 blieb Napoleon drei Tage in Reims, ordnete seine Truppen neu und erholte sich von einer Erkältung. Marschall Ney aber erreichte bereits am 15. März 1814 mit etwa 6.000 Mann, davon 800 Reiter der Ehrengarde, Châlons-en-Champagne, das er sofort besetzen ließ.
Am 17. März 1814 marschierte Napoleon mit der „Alten Garde“, zwei Kavallerie-Divisionen und der Reserve-Artillerie von Reims nach Épernay, wo er von den Bewohnern begeistert empfangen wurde.
Zur Morgendämmerung des 18. März 1814 marschierte die „Alte Garde“ weiter nach Fère-Champenoise, das auch Napoleon mit den anderen Truppenteilen am selben Tage um 16 Uhr erreichte. Dort erfuhr Napoleon, dass sich die Böhmische Armee unter Fürst Schwarzenberg bereits auf dem Rückzug nach Troyes befände. Er beschloss sofort, über Aube und Seine hinaus nach Süden vorzustoßen und die Koalitionstruppen zu verfolgen. Marschall Ney führte seine Truppen ebenfalls nach Süden in der Richtung auf Troyes bis Mailly-le-Camp. An diesem Tage wurde die französische Reiterei unter Sébastiani weiter im Westen vor Sézanne in eine Auseinandersetzung mit Kosaken des russischen Generals Kaisarow verwickelt. Die Kavallerie Neys stieß mit österreichischen Ulanen des Generals Frimont zusammen.
Am Vormittag des 19. März 1814 rückte die französische Gardekavallerie bis zu dem Dorfe Boulages an der Aube vor. Die Fußtruppen und die Artillerie folgten nach. Die Truppen Marschall Neys gingen über Herbisse und Champfleury nach Plancy vor. Die französischen Pioniere begannen damit, die Brücke bei Plancy so schnell wie möglich wiederherzustellen. Um 15 Uhr am 19. März 1814 überschritt Napoleon mit seiner Kavallerie die Aube bei Plancy und eilte nach Mery-sur-Seine. Die Brücke dort wurde von der Nachhut der Württemberger verteidigt, aber die französischen Dragoner und Ulanen fanden eine Furt, bei der sie die Seine durchqueren konnten, fielen den Württembergern in den Rücken und trieben sie in die Flucht. Die Division des Reitergenerals Letort eroberte bereits in der Dunkelheit einen wertvollen russischen Ponton-Zug, der von Pont-sur-Seine herunter kam.
Um 19 Uhr an diesem Tage befanden sich alle Korps der Böhmischen Armee auf dem Rückzuge auf oder hinter Troyes mit zwei Ausnahmen: die Kosaken Kaisarows und die Nachhut des Korps Wrede, die noch bei Arcis-sur-Aube stand und Plancy beobachtete.
Napoleon kehrte noch in der Nacht mit der Gardekavallerie nach Plancy zu seinen Fußtruppen zurück. Nur die Kavallerie-Divisionen unter Letort und Berckheim blieben bei Mery-sur-Seine.
Napoleon überdachte in der Nacht in Plancy seine Strategie und schrieb am nächsten Morgen des 20. März 1814 an seinen Kriegsminister in Paris, er werde sich über Vitry-le-Francois nach Osten bewegen. Es ist anzunehmen, dass Napoleon nicht erwartete, auf diesem Wege auf Koalitionstruppen zu stoßen.
Am Morgen des 20. März 1814 gab Napoleons Generalstab die Tagesbefehle heraus und wies alle Truppenteile an, sich nach Osten zu bewegen:
- Ney, Letort und Sebastiani, der am Vortage Kaisarows Kosaken bei Charny über die Aube getrieben und  bis zu dem hierbei in Flammen aufgehenden Dorf Pouan weiter verfolgt hatte, sollten am Südufer der Aube weiter auf Arcis-sur-Aube vorrücken und vor der Stadt Positionen einnehmen.
- Die Ehrengarde, die Alte Garde und die Reserve-Artillerie sollten am Nordufer der Aube Arcis-sur-Aube passieren und weiter auf Vitry marschieren.
- Marschall MacDonald, der mit zwei Korps noch bei Villenauxe stand, wurde angewiesen, unverzüglich nachzufolgen.
- Die Korps unter Marmont und Mortier sollten über Châlons-en-Champagne nachrücken.

### Die Bewegungen der Koalitionstruppen
Über die Absichten seines Gegners befand sich Napoleon im Irrtum. Der österreichische Oberkommandierende der Koalitionstruppen, Fürst Schwarzenberg, hatte am Nachmittag des 17. März 1814 erste Nachrichten davon erhalten, dass Napoleon mit seinen Truppen Reims eingenommen und das kleine Korps unter Saint-Priest aufgerieben hatte. Diese Nachricht löste im Hauptquartier der Koalitionstruppen Bestürzung hervor, besagte sie doch, dass Napoleons Truppen in der Schlacht bei Laon keineswegs entscheidend geschlagen worden waren und dessen Truppen viel näher waren als erwartet. Schwarzenberg ordnete sofort den Rückzug des Gros der Böhmischen Armee in Positionen östlich von Troyes an. Am 18. März 1814 trafen Nachrichten vom Heranrücken der französischen Streitmacht ein. Am Abend dieses Tages fuhr Zar Alexander von seinem Quartier in Troyes zu Schwarzenberg, der sich in Arcis-sur-Aube befand und von einem schweren Gichtanfall ans Bett gefesselt war. Alexander traf um 18 Uhr im Hauptquartier Schwarzenbergs ein und brachte seine Besorgnis über die Gefahren zum Ausdruck, die von den herannahenden französischen Truppen und Napoleons Führung ausgingen. Schwarzenberg stimmte dem Zaren zu, und als dieser um 20 Uhr wieder abfuhr, gingen auch weitere Befehle Schwarzenbergs hinaus, die einen beschleunigten Rückzug hinter Troyes anordneten, um zu verhindern, dass sich Napoleon mit einem kühnen Stoß nach Süden zwischen die Korps der Böhmischen Armee schieben konnte. Am nächsten Tage aber, dem 19. März 1814, erkannte Schwarzenberg, dass die Böhmische Armee den herannahenden französischen Truppen weit überlegen sein musste, insbesondere wusste Schwarzenberg, dass sich MacDonald mit seinen zwei Korps noch in einiger Entfernung befand. Im Bewusstsein der deutlichen Überlegenheit seiner Armee befahl Schwarzenberg seinen Truppen am 19. März um 15 Uhr, sich südlich von Arcis-sur-Aube in Erwartung eines Gefechtes in Stellung zu bringen.

## Topografie des Gefechtsfeldes
Östlich ihrer Einmündung in die Seine mäandert die Aube in einem weiten, flachen Tal von Ost nach West, an beiden Ufern durch breite Sumpfgebiete und viele Nebenarme begleitet. Arcis-sur-Aube liegt am Südufer der Aube. Am nördlichen Ortsausgang befand sich eine Brücke über den Hauptarm des Flusses, der sich nach Norden ein etwa ein Kilometer langer Damm durch das Sumpfgebiet anschloss. Dieser Damm selbst enthielt fünf weitere kleine Brücken über Nebenarme der Aube. Im Süden steigt das Tal langsam zu einem Höhenzug an, hinter dem sich weites flaches Land erstreckt.
Besondere Bedeutung kam dem Fluss Barbuise zu, der westlich Arcis-sur-Aube zwischen Seine und Aube von Süden nach Norden fließt, dann aber bis zu seiner Mündung in die Aube ⊙ wenig südlich der Aube nach Westen fließt. Ihn begleitete ein breiter Streifen sumpfiges und sehr tiefgründiges Gelände, das von Artillerie und Kavallerie nicht und von Fußtruppen nur mit großer Mühe passiert werden konnte. Dieses Gewässer trennte die feindlichen Truppen westlich von Arcis und verhinderte dort Gefechtshandlungen.

## Ereignisse am 20. März 1814

Plan der Schlacht aus dem Atlas zu Alison's History of Europe

Um 9 Uhr morgens erließ Schwarzenberg den Tagesbefehl, in dem er anordnete, Arcis-sur-Aube zu räumen, indem er des Weiteren aber seinen Truppen die Positionen für einen Angriff auf die französischen Truppen anwies. Hierbei bewies er die Klugheit, das Gros seiner Truppen hinter den südlichen Anhöhen aufzustellen, wo sie von der Stadt aus nicht gesehen werden konnten.
Napoleon hatte seinen Truppen befohlen, sich von Plancy aus nach Osten zu bewegen und Arcis-sur-Aube einzunehmen. Er verzichtete damit darauf, auf weitere Truppen, insbesondere das Korps Macdonald, zu warten, das dann auch in der folgenden Schlacht mit Ausnahme einer Division nicht zum Einsatz kam. Die Infanterie unter Marschall Ney marschierte am Nordufer, die Reiterei unter Sébastiani rückte am Südufer vor und nahm Arcis-sur-Aube ohne Widerstand ein. Die Infanterie setzte auf das Südufer über, besetzte die Stadt und bezog weitere Stellungen südlich davon.
Napoleon traf um 13 Uhr in Arcis-sur-Aube ein. Dort berichteten ihm seine Marschälle, sie hätten starke Kontingente feindlicher Truppen beobachtet und vermuteten die Hauptarmee Schwarzenbergs in unmittelbarer Nähe. Napoleon ignorierte diese Mitteilung, da die Koalitionstruppen von Arcis-sur-Aube aus nicht zu sehen waren, mit der Ausnahme herumschwärmender Kavallerie.
Um 14 Uhr begann die Schlacht mit einer aus der Situation heraus entstehenden Kavallerie-Attacke der Koalitionstruppen auf deren linkem, westlichen Flügel. Die vorgerückten französischen Reiter waren der feindlichen Übermacht nicht gewachsen, wurden in die Stadt zurückgetrieben, rissen dabei die Infanteristen mit, unter denen sich Panik ausbreitete. Es soll Napoleon selbst gewesen sein, der sich an der Brücke von Arcis-sur-Aube mit gezogenem Degen den Fliehenden entgegenstellte und wieder Ordnung schuf. Dann konnte die Garde-Artillerie in Stellung gebracht werden, die die angreifende Reiterei unter Beschuss nahm. Weitere Infanterie wurde über die Brücke herangeführt, der es gelang, die feindliche Kavallerie zurückzuschlagen und Arcis-sur-Aube zu behaupten.
Zur gleichen Zeit griffen Koalitionstruppen von Osten das vor Arcis-sur-Aube gelegene Dorf Grand-Torcy (heute Torcy-le-Grand) an und vertrieben die dort sitzenden Truppen des Marschall Ney. Wieder soll es Napoleon selbst gewesen sein, der unter Gefahr für sein eigenes Leben seine Truppen zurückführte, um verlorenes Terrain zurückzugewinnen. In der Folge entwickelte sich ein zäher, blutiger Kampf um dieses Dorf, der bis tief in die Nacht dauerte. Da sowohl Arcis-sur-Aube als auch Grand-Torcy in Brand geschossen wurden, gaben die brennenden Häuser die Beleuchtung dazu ab.
Gegen 21 Uhr sammelten sich die französischen Reiter Sébastianis nochmals, um die Niederlage vom Nachmittag wett zu machen. 2.000 Kavalleristen ritten die russischen Kosaken, die bereits abgesessen waren, nieder und ebenso ein bayerisches Reiterregiment, das zu Hilfe eilte. Nur langsam gelang es den Koalitionstruppen, ihre Kavallerie nochmals in ein nächtliches Gefecht zu führen. Schließlich gelang es, Sébastianis Reiter auf Arcis-sur-Aube zurückzutreiben.
Nach dem Bericht einiger Quellen waren am Ende dieses Tages die Verluste der Koalitionstruppen größer als die der Franzosen.

## Ereignisse am 21. März 1814

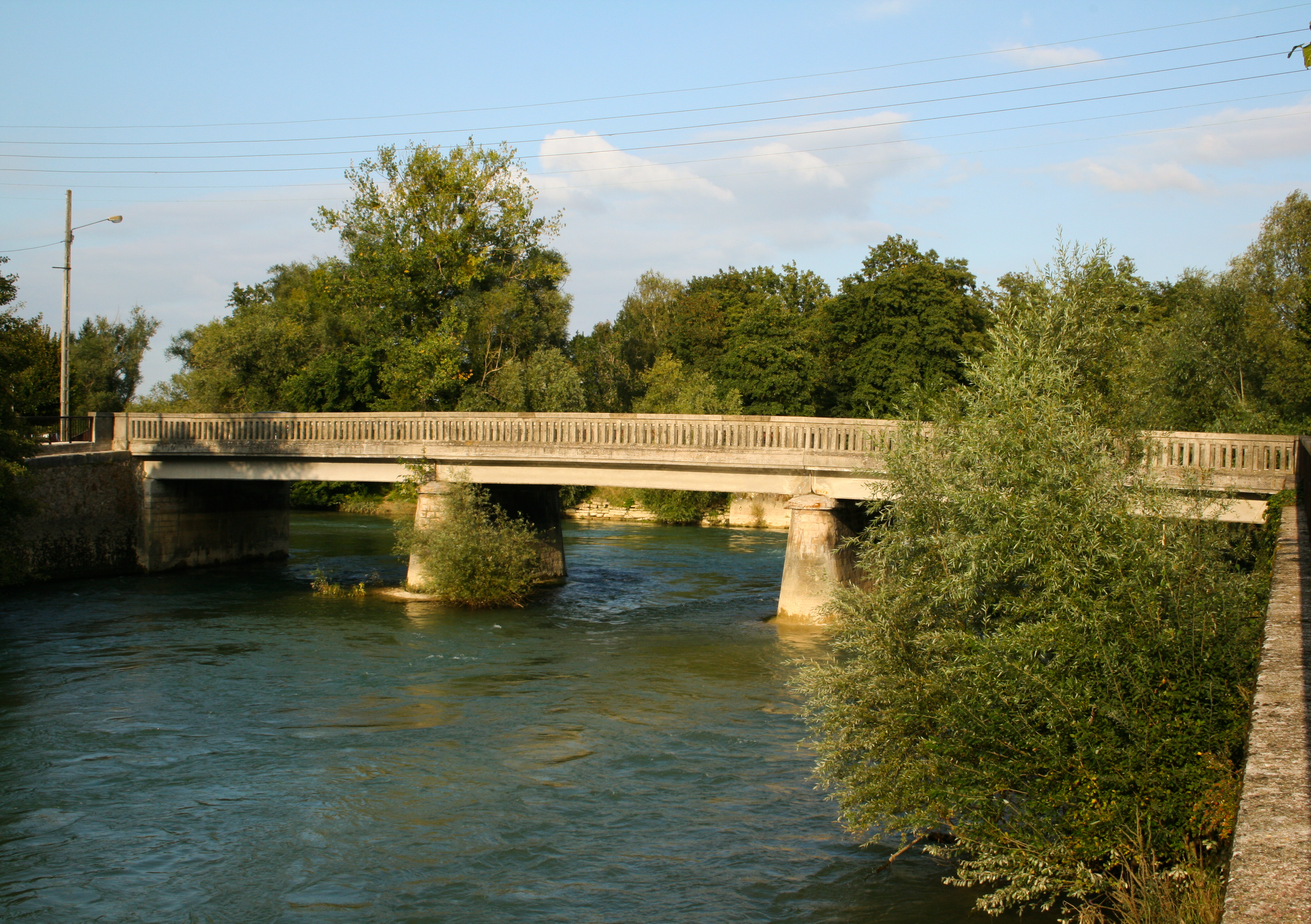
Die Brücke über die Aube heute

In der Nacht hatten Kundschafter an das Hauptquartier Schwarzenbergs gemeldet, dass nördlich der Aube bei Plancy zahllose Biwakfeuer der französischen Truppen zu sehen seien. Schwarzenberg, der die Zahl der napoleonischen Truppen schon wegen ihres Kampfesmutes um das Doppelte überschätzte, war beeindruckt. Erst um 11 Uhr am 21. März 1814 gab er den Tagesbefehl heraus. Von der Angriffsbereitschaft des Vortages war darin nichts mehr zu lesen, aber immerhin wies er seine Truppen im Wesentlichen an, ihre Positionen zu halten und einen französischen Angriff zu erwarten.
Gegen 7 Uhr am Morgen des 21. März 1814 traf endlich Verstärkung für die französischen Truppen ein: zum einen die Infanterie der Division Lefebvre-Desnouettes unter dem Kommando von General Henrion, zum anderen die erste Division der Korps von Marschall MacDonald unter dem persönlichen Kommando von Marschall Oudinot.
Am späten Vormittag befahl Napoleon gegen 10 Uhr Marschall Ney und Reitergeneral Sébastiani den Angriff nach Süden. Als diese unter Artilleriebeschuss den Kamm der südlichen Anhöhen erreichten, sahen sie zum ersten Male die gesamte Masse der Hauptarmee vor sich. Sofort baten sie den Kaiser zu sich, der dieser Bitte Folge leistete, um sich selbst ein Bild zu machen. Ohne das geringste Zögern revidierte Napoleon seine Pläne und ordnete den sofortigen Abzug seiner sämtlichen Truppen nach Norden an. Dies erfolgte um 12 Uhr mittags. Marschall Oudinot wurde kurz darauf angewiesen, mit 6.000 Mann diesen Rückzug zu decken. Unterstützt wurde er hierbei zunächst von den Reitern Sébastianis.
Damit nicht alle Truppen über die enge Brücke in Arcis-sur-Aube zu gehen hätten, wurde bis 14 Uhr eine Behelfsbrücke nördlich davon errichtet, die aber nur über sumpfiges Gelände zu erreichen war. Ein Teil der Kavallerie konnte darüber retirieren, bevor sie von den eigenen Truppen vor dem vordringenden Feind wieder zerstört wurde. Andere Teile der Kavallerie versuchten später, als die Brücke in Arcis-sur-Aube vollständig von Infanterie verstopft war, mit ihren Pferden schwimmend über die Aube zu entkommen, und erlitten dabei herbe Verluste. Wieder andere Reiter trieben ihre Pferde so rücksichtslos über Brücke und Damm nach Norden, dass Infanteristen heruntergeworfen wurden.
Die Koalitionstruppen verblieben zunächst in ihren Stellungen. Die Erkenntnis, dass die Franzosen abzogen, setzte sich nur langsam durch. Erst als man massenhaft Infanterie über den Damm nördlich von Arcis-sur-Aube abziehen sah, wurde dies Gewissheit. Um 14 Uhr wagten sich die ersten Kontingente der Koalitionstruppen hervor und drangen nach Arcis-sur-Aube vor, das aber von den Truppen des Marschalls Oudinot bravourös verteidigt wurde. Dazu hatten diese in aller Eile Train-Wagen herbeigeschafft, hinter denen sie für einige Zeit Deckung fanden.

Stand der Schlacht am Nachmittag des 21. März 1814

Um 15 Uhr beauftragte Fürst Schwarzenberg das am weitesten im Osten stehende Korps des Generals Wrede weiter flussaufwärts über die Aube zu gehen, um die französischen Truppen aufzuhalten. Da die Franzosen alle Brücken und Furten zerstört oder besetzt hatten, musste das Gros des Korps Wrede bis Lesmont zurückgehen, um über den Fluss zu kommen. Nur die Kavallerie konnte eine unbewachte Furt bei Ramerupt nutzen. Auf französische Truppen traf das Korps zunächst nicht.
Um 15:30 Uhr erteilte Fürst Schwarzenberg dem Kronprinzen Wilhelm von Württemberg, der sich in den letzten Wochen als umsichtiger und zupackender Heerführer hervorgetan hatte, den Befehl, den Rest des Kriegsgeschäftes an diesem Tage zu erledigen. Der Kronprinz erledigte die Aufgabe rigoros: Zunächst ließ er die verfügbaren 80 Geschütze in einem weiten Halbkreis um Arcis-sur-Aube in Stellung bringen und das Feuer auf die abziehenden Franzosen eröffnen. Diese fanden in den verstopften Straßen der halb niedergebrannten Stadt keine Deckung und erlitten hohe Verluste. Die Geschütze reichten bis zum Damm, der sich nordwärts an die Brücke anschloss. Diese Aktion wurde bereits in zeitnaher Literatur als „menschenmordende Schlächterei“ qualifiziert.
Als Nächstes griffen russische Truppen unter Prinz Eugen von Württemberg Arcis-sur-Aube von Westen und das österreichische Korps Gyulay von Osten an. Von beiden Seiten drangen sie in die Stadt ein, in der es nun zu anhaltendem Kampf mit dem Bajonett Mann gegen Mann kam. Die Verteidigung konzentrierte sich auf die Zugänge zur Brücke, die sie immer wieder freikämpfte, um ihren Mannschaften den Abzug zu ermöglichen. Hier wurden die Franzosen von General Chassé geführt, der für seine Rücksichtslosigkeit bekannt war. Bevor sich alle seine Männer in Sicherheit gebracht hatten, ließ dieser die Brücke in Brand stecken und nahm auch die erste Brücke im Damm fort. Die in auswegloser Lage zurückgebliebenen Franzosen mussten sich der Gnade des Feindes ergeben. Einige Hundert kamen noch in Gefangenschaft.

## Die folgenden Tage

### Verfolgung der französischen Truppen
Noch in der Nacht vom 21. März 1814 auf den 22. März 1814, gegen 22 Uhr, trafen die restlichen 22.000 Mann der von Marschall MacDonald geführten französischen Korps nördlich von Arcis-sur-Aube ein. MacDonald traf noch in der Nacht mit Napoleon zusammen, der ihm erklärte, dass er keineswegs einen Rückzug plane, sondern im Gegenteil nach Osten gehe, um den Koalitionstruppen deren Rückzugslinie zu sperren.
Am nächsten Tage, dem 22. März 1814, besetzte Marschall Oudinot mit seiner Division das nördliche Ufer der Aube gegenüber von Arcis-sur-Aube von Ormes im Westen bis Le Chène im Osten.
Entlang der gesamten Uferlinie ließ er Geschütze auffahren und verhinderte so den Übergang der Koalitionstruppen über den Fluss ebenso wie die Reparatur der Brücken.
Das Korps des Kronprinzen von Württemberg marschierte deshalb nach Osten bis
Ramerupt, wo es die Aube nach Norden überqueren konnte. Das Korps Rajewski folgte ihm. Am Nachmittag war der Übergang vollendet und beide Korps standen am Abend des 22. März 1814 zwischen Ramerupt, Dampièrre und L’huitre. Das Korps Wrede stand zwischen Corbeil, Breban und Le Meix-Tiercelin.
Die Brücke über die Aube konnte erst in der Nacht zum 23. März 1814 bis 7:30 Uhr des nächsten Morgens wiederhergestellt werden.
Marschall MacDonald hatte zu diesem Zeitpunkt seine Truppen zwischen Le Chène und Dosnon zum Abmarsch gesammelt. Als sie über Trouans und Sompuis auf Vitry-le-Francois zuzogen, wurden sie zunächst von den Koalitionstruppen des Kronprinzen von Württemberg, später von denen General Wredes, beobachtet. Den ganzen Tag bis 23 Uhr gab es Gefechte zwischen den verschiedenen Truppenteilen. Dennoch entkam MacDonald mit seiner Armee unter Verlust einiger Bagage und mehrerer Geschütze, die ihm Kosaken zunagelten, über die Brücken über die Marne bei Frignicourt südlich von Vitry, die Napoleon am Vortage hatte errichten lassen. Hierbei unterstützte ihn Marschall Ney, indem er den Ort Courdemanges besetzen ließ, den Wrede nicht zu umgehen wagte.

### Verteidigung von Vitry
Vitry war von über 5.000 Mann preußischer und russischer Truppen besetzt, die über 40 Geschütze verfügten, darunter einige schwere 12-Pfünder. Letztere setzten sie sofort ein, als sich die französischen Truppen unter Marschall Ney näherten. Dieser versuchte am 22. März 1814 und am 23. März 1814, die Besatzung Vitrys zur Übergabe zu überreden, wobei er drohte, die Stadt zu beschießen. Diese Drohung stellte eine ernste Gefahr für Bürger und Besatzung dar, da fast alle Häuser der Stadt aus Holz gebaut waren. Man hatte dort nicht einmal ein einziges festes Gebäude gefunden, das geeignet war, um darin Munition zu lagern. Am frühen Nachmittag des 23. März 1814 traf die Division Gérard der Truppen von Marschall MacDonald vor Vitry ein. Marschall Ney zog mit den seinen Truppen über die Brücken bei Frignicourt auf der Straße nach Saint-Dizier ab, ohne Vitry großen Schaden zugefügt zu haben.

### Napoleons Marsch nach Osten
Napoleon verbrachte die Nacht auf den 22. März 1814 in Sompuis.
Am nächsten Tage zog er mit seinen Truppen weiter auf Vitry-le-François. Marschall Ney wurde angewiesen, Vitry zu besetzen, um den Übergang über die Marne zu sichern, während Napoleon mit den Gardetruppen in Frignicourt auf zwei schnell errichteten Behelfsbrücken die Marne überschritt und sich dann nach Saint-Dizier wandte. Vor Farémont trafen die Franzosen auf einen starken preußischen Nachschub-Train, der von zwei Bataillonen preußischer Jäger begleitet wurde. Das erste Bataillon wurde von den Franzosen sofort in die Flucht getrieben, das zweite wehrte sich standhafter. Es gelang diesen Jägern noch, 80 neue Pontons zu verbrennen, ehe sie sich zurückzogen. Immerhin fiel den Franzosen eine große Menge Material in die Hände, darunter fast 500 junge Kavalleriepferde.
Napoleon verbrachte die folgende Nacht in Farémont. Am Nachmittag des nächsten Tages, dem 23. März 1814, erreichte er Saint-Dizier. Von dort sandte er Kavallerieeinheiten aus in die verschiedensten Richtungen, auch mit dem Auftrag, die Nachschublinie der Böhmischen Armee zu stören, die über Chaumont, Langres und Vesoul lief.
Von der Gegenseite wurde einiges unternommen, um dies zu verhindern: Der russische Generalfeldmarschall Barclay de Tolly, der die russischen Garden und Reserven kommandierte, sandte seinen General Oertel nach Bar-sur-Aube, wo dieser alle russischen Truppen, krank oder gesund, und alle Vorräte, soweit transportfähig, zunächst nach Chaumont brachte, wo er für ausreichenden Schutz seines gewaltigen Zuges sorgte und dann über Langres nach Vesoul ging, wo alle und alles verblieb.
Die Besatzung von Chaumont verließ die Stadt am 24. März 1814 und traf am Folgetage in Langres ein.

### Kriegsrat in Pougy
Am Nachmittag des 23. März 1814 wurden von Koalitionstruppen zwei Depeschen abgefangen, die aus dem Hauptquartier Napoleons versandt worden waren. Aus ihnen ging eindeutig hervor, dass sich Napoleon bereits in Saint-Dizier befand. Diese Nachricht wurde sofort Fürst Schwarzenberg hinterbracht, der sich mit dem Zaren und dem preußischen König seit zwei Tagen in Pougy südöstlich von Arcis befand. Dieser berief sofort einen Kriegsrat ein, der um 15 Uhr zusammentrat. Die Nachricht von dem schnellen Vorstoß Napoleons nach Südosten löste bei einigen Generalen der Stäbe Panik aus. Sie hielten einen sofortigen Rückzug bis Langres, Vesoul oder sogar bis Basel für geboten. Die anwesenden Monarchen blieben gelassener und man einigte sich darauf, zunächst die anstehende Vereinigung mit der Schlesischen Armee Feldmarschall Blüchers abzuwarten, die von Norden her erwartet wurde.
Schwarzenberg kommandierte an diesem Tage 100.000 Mann und Blücher 80.000, Napoleon höchstens 44.000. Dennoch wagten es die Kommandierenden der Koalitionstruppen nicht, den französischen Kaiser unverzüglich in dem nur 60 km von Pougy entfernten Saint-Dizier anzugreifen.
Nach dem Kriegsrat sandte Fürst Schwarzenberg eine Depesche an seinen Kaiser Franz II. von Österreich, der sich mit allen wichtigen Mitgliedern seines Kabinetts, darunter auch Fürst Metternich, in Bar-sur-Aube, nur 55 km südlich von Saint-Dizier, befand. Er teilte dem österreichischen Kaiser die beschlossenen Pläne mit und forderte ihn auf, sich sofort mit seinem Hofstaat nach Dijon zu begeben, da seine persönliche Sicherheit in Bar-sur-Aube nicht mehr gewährleistet wäre. Tatsächlich reiste Franz II. am nächsten Tage, dem 24. März 1814, mit seinem Kabinett nach Dijon ab und entkam so den französischen Truppen, die bereits am Vormittag des Folgetages, dem 25. März 1814, Bar-sur-Aube besetzten und noch einige säumige Gesandte und Staatsräte festsetzten. Diese Abreise des österreichischen Hofstaats war das einschneidendste Ereignis des Feldzuges, da nun der Schwiegervater Napoleons und sein Außenminister jeden Einfluss auf die Ereignisse verloren und Fürst Schwarzenberg in Abwesenheit seines Monarchen plötzlich zu neuer Kampfesfreude fand.

## Straßenname in Deutschland
In München erinnert im Stadtbezirk Maxvorstadt die Arcisstraße an die Schlacht, an der auf alliierter Seite auch bayerische Truppen unter dem Kommando von Wrede beteiligt waren.
Auch der ukrainische Ort Arzys leitet seinen Namen von dieser Schlacht ab.